# Betrüg mich!
Betrüg mich! (Originaltitel: Fais-moi plaisir !) ist eine französische Filmkomödie von und mit Emmanuel Mouret von 2009.

## Handlung
Jean-Jacques probiert einen Trick eines Freundes aus, mit dem man Frauen ins Bett kriegen kann. Auf diese Weise kann er in einer Bar Elisabeth für sich gewinnen. Erst nach einer Einladung wird klar, dass es sich um die Tochter des Präsidenten handelt. Jean-Jacques stellt sich ungeschickt an und lässt fast keine Peinlichkeit aus. Als Arianes Exfreund auftaucht, muss er improvisieren und gibt sich als Freund des Zimmermädchens aus. Als er nach all den Strapazen wieder zurückkehrt, teilt ihm seine Freundin mit, dass auch sie auf den Trick des Freundes hereingefallen ist, doch das Paar findet schließlich doch wieder zusammen.

## Kritik
Cinema.de meint, wer ein lustvolles Beziehungskarussell erwartet, werde enttäuscht. Statt pointierten Wortwitzes und der tapsigen Charakteren wie in früheren Erfolgen des Regisseurs Emmanuel Mouret (Tapetenwechsel und Küss mich bitte!) verliere er sich doch arg im Slapstick. Das Fazit lautet: „Sexklamotte im Keuschheitsgürtel“.